# Amphipyra molybdea
Amphipyra molybdea is een vlinder uit de familie uilen (Noctuidae). De wetenschappelijke naam is voor het eerst geldig gepubliceerd in 1867 door Christoph.
De soort komt voor in Europa.